# 13798 Cecchini
13798 Cecchini eller 1998 VK33 är en asteroid i huvudbältet som upptäcktes den 15 november 1998 av de båda italienska astronomerna Andrea Boattini och Luciano Tesi vid Pian dei Termini-observatoriet. Den är uppkallad efter amatörastronomen Vasco Cecchini.
Asteroiden har en diameter på ungefär 7 kilometer.